# Ȝ

Majuskule a minuskule ȝ

Ȝ (minuskule ȝ, nazývaný yogh) je znak latinské abecedy užívaný ve střední angličtině pro reprezentaci některých velárních hlásek ([g], [ɣ], [j], [ʤ]).
Tvar otevřeného g se objevuje v polounciále, odkud se dostal do ostrovních (inzulárních) písem (iroskotského a anglosaského) užívaných v Irsku a Velké Británii a zde se v užívání otevřené g udrželo až do 14. století. Ve vývoji otevřeného g se rozlišují (ovšem ne zcela důsledně) dvě na sebe navazující varianty písmene, tzv. inzulární g (ᵹ), které se mělo užívat v době staré angličtiny a yogh.
Yogh přestává být užíván po dobytí Anglie Normany, kteří z kontinentální Evropy importovali uzavřenou variantu g, která byla užívána v karolině, poté již starý yogh dožíval do 14. století jako grafická varianta vedle karolinského g (písaři např. užívali karolinské g na počátku slova, ale v mediálních a finálních pozicích užívali yogh). Zároveň platí, že yogh nebyl přepisován prostě jiným tvarem písmene g, ale více znaky či skupinami znaků. Nejčastěji skupinou gh (niȝt > night), též y, j (původní pravopis Yogh byl Ȝoȝ).